# Radicaal-Democratische Partij van Neuchâtel
De Radicaal-Democratische Partij van Neuchâtel (Frans: Parti radical-démocratique neuchâtelois), is een Zwitserse politieke partij in het kanton Neuchâtel. De partij is een afdeling van de federale Vrijzinnig-Democratische Partij (Parti radical-démocratique).
De PRDN heette aanvankelijk Radicale Partij (Parti radical) en speelde een belangrijke rol tijdens de Revolutie van maart 1848 die een einde maakte aan de monarchie in het kanton. Belangrijkste voormannen van de Parti radical tijdens de revolutie waren Alexis-Marie Piaget en Numa Droz. Piaget was van 1848 tot 1860 onafgebroken voorzitter van de Staatsraad van het kanton Neuchâtel en daarna nog met tussenpozen tot 1869. Onder invloed van Piaget en zijn opvolgers bleef de Parti radical relatief gematigd en de macht van de linkervleugel werd zo veel mogelijk ingeperkt. In 1892 fuseerden de Parti radical en de conservatievere Parti libéral (Liberale Partij) tot de Parti radical-démocratique neuchâtelois (PRDN). Een deel van de Parti libéral bleef echter buiten de PRDN.
Tot het begin van de twintigste eeuw was de PRDN oppermachtig, maar nadien moest de partij steeds meer de macht delen met de conservatieve PLS en kleinere regionalistische partijen. De PRDN was inmiddels, na de opkomst van het socialisme, verder naar rechts opgeschoven. Sinds de jaren 30 kan de PRDN het best gekwalificeerd worden als een centrumgerichte partij.

## Zetelverdeling in deGrote Raad van Neuchâtel
| PRDN        | PRDN  | PRDN        | PRDN  | PRDN        | PRDN |
| zetels 2001 | %     | zetels 2005 | %     | zetels 2009 | %    |
| ----------- | ----- | ----------- | ----- | ----------- | ---- |
| 25          | 20,3% | 15          | 11,6% |             |      |
| 115         |       | 115         |       |             |      |